# シャルル・ド・モンテスキュー
シャルル＝ルイ・ド・モンテスキュー（Charles-Louis de Montesquieu、1689年1月18日 - 1755年2月10日）は、フランスの哲学者である。本名は、シャルル＝ルイ・ド・スゴンダ (Charles-Louis de Secondat, baron de la Brède et de Montesquieu) で、ラ・ブレードとモンテスキュー (Montesquieu) を領地とする男爵 (baron) でもあった。生家のシャトー・ド・ラ・ブレードは2024年現在も現存するシャトーであり、ワインを生産している。

## 生涯
フランス南西部にあるボルドー近郊で生まれた。彼が7歳の時、母が逝去。母の遺産を継承し、ラ・ブレード男爵となる。ボルドー大学法学部卒業後、1709年からパリに遊学。1713年末、父の訃報により帰郷する。翌年、25歳でボルドー高等法院の参事官となる。1716年、伯父の死により、モンテスキュー男爵の爵位とボルドー高等法院副院長の官職を継承する。しかし、実務面には無関心で、1721年には、匿名で『ペルシア人の手紙』を出版。この作品は2人のペルシア人イスラム教徒がフランスを訪れ、本国の知人へ手紙でフランスの風俗や出来事を紹介するという体裁を取った架空の書簡集で、絶対君主制と宗教という古くからの価値観と、新しい時代の自由との移行期間にあるパリを風刺的に描き、大きな反響を呼んだ。1726年、37歳で、ボルドー高等法院副院長の官職を辞職。以後、学究生活に入る。1728年1月、アカデミー・フランセーズの会員に選出された直後、4月から諸国遍歴の旅に出る。モンテスキュー自身の旅行記によればウィーン、ハンガリー、イタリア諸都市に滞在し、さらにドイツ諸都市、アムステルダムを経由してイギリスに渡っている。1731年に祖国であるフランスに帰国。1734年、『ローマ人盛衰原因論』を出版。1748年、匿名で『法の精神』を出版。「法の精神」は2年で英訳された。思想家自身が現地で見た当時のイングランド国制、特に議会の仕組みを高く評価（11編6章）しており、英語圏で広く読まれた。大量の偽版が出るほどの好評を博したが、ローマ教皇庁やソルボンヌ神学部などの教会関係者からの批判も招き、カトリック教会から禁書目録指定を受けた。
イギリスの政治に影響を受け、フランス絶対王政を批判し、均衡と抑制による権力分立制の基礎を築いた。なお、イギリス滞在の間にフリーメイソンとなった。
法とは、「事物の本性に由来する必然的な関係」であると定義し、政治権力を分割しない統治形態による法からは、政治的自由が保障されないと考え、執筆に20年かけたと言われる自身の著作『法の精神』の中で、政治権力を立法・行政・司法に三分割する「分立論」（「分立論」）を提唱した。
晩年は、視力の減退に悩まされた。そんな中、著作『百科全書』の為に「趣味論」の執筆に取り組んだが、完成することは無く1755年2月10日にパリで逝去した。

## 評価
社会学の父と考えられている。保守主義であった。
『ペルシア人の手紙』の一節では、非キリスト教国の出生率の高さを離婚を許容している為とし、また、「夫婦相互の愛情に何よりも寄与するのは離婚の可能性である」と論述した箇所がある（女性の離婚権のみを主張）
。
彼の肖像は旧フランス・フランの200フラン紙幣に描かれたことがあった。

## 著作

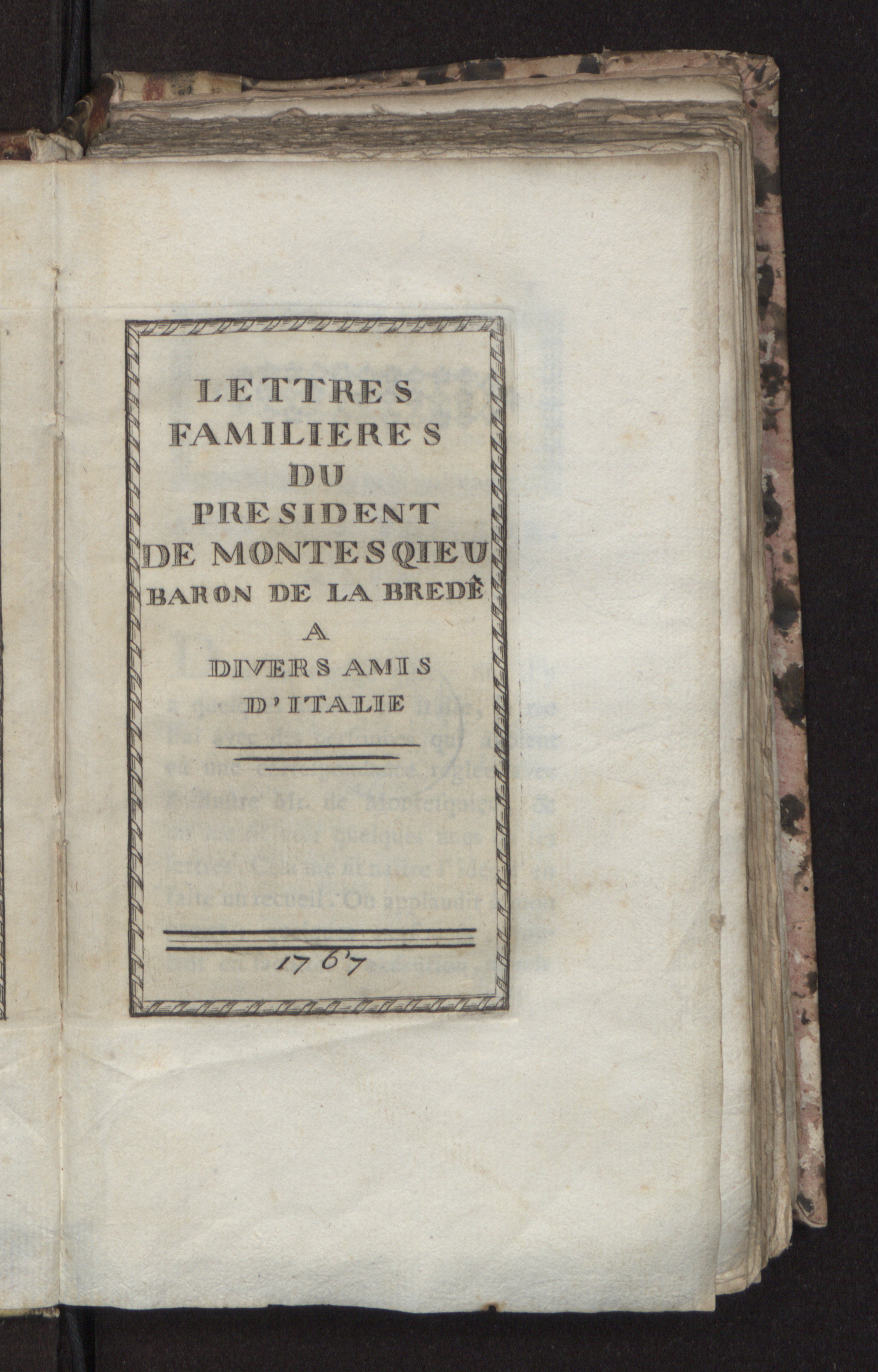
Lettres familieres a divers amis d'Italie, 1767

- Les causes de l'écho (The Causes of an Echo)
- Les glandes rénales (The Renal Glands)
- La cause de la pesanteur des corps (The Cause of Gravity of Bodies)
- La damnation éternelle des païens (The Eternal Damnation of the Pagans, 1711)
- Système des Idées (System of Ideas, 1716)
- 『ペルシア人の手紙』Lettres persanes (Persian Letters, 1721)
  - 大岩誠訳、岩波文庫（上下）／根岸国孝訳、筑摩書房〈世界文学大系16〉
  - 『ペルシア人の手紙』 田口卓臣訳、講談社学術文庫、2020年
- Le Temple de Gnide (The Temple of Gnide, a novel; 1724)
- Histoire véritable d'Arsace et Isménie ((The True History of) Arsace and Isménie, a novel; 1730)
- 『ローマの隆盛と衰退の原因についての考察』Considérations sur les causes de la grandeur des Romains et de leur décadence (Considerations on the Causes of the Grandeur and Decadence of the Romans, 1734) at Gallica
  - 『ローマ人盛衰原因論』 田中治男ほか訳、岩波文庫
  - 『ローマ盛衰原因論』 井上幸治訳、中公クラシックス（新版）
- 『法の精神』De l'esprit des lois ((On) The Spirit of the Laws, 1748), volume 1, volume 2 at Gallica;
  - 根岸国孝編訳「世界の大思想 16　モンテスキュー」河出書房新社、1969年
  - 野田良之 ほか全6名訳、岩波書店、のち岩波文庫、各（全3巻）。他に中公クラシックス（抄訳版）
- La défense de «L'Esprit des lois» (In Defence of "The Spirit of the Laws", 1750)
- Pensées suivies de Spicilège (Thoughts after Spicilège)
- Essai sur le goût (1757)
  - 高橋昌久 訳、京緑社、『快に関する試論』、2021年
- Le flux et le reflux de la mer
- Mémoires sur la fièvre intermittente
- Mémoires sur l'écho
- Les maladies des glandes rénales
- La pesanteur des corps
- Le mouvement relatif
- Le Spicilège
- Pensées

## 評伝
- ジャン・スタロバンスキー『モンテスキュー　その生涯と思想』 古賀英三郎・高橋誠訳、法政大学出版局 叢書・ウニベルシタス, 1993年
- 西嶋幸右『文明批評家モンテスキュー　『ペルシア人の手紙』を読む』 九州大学出版会, 1996年
- 中江桂子『不協和音の宇宙へ　モンテスキューの社会学』 新曜社, 2017年